# İpsala
İpsala (dříve Kypsella - starořecky: Κυψέλη) je město a okres v Edirneské provincii na severozápadě Turecka. Je zde umístěn jeden z hlavních hraničních přechodů mezi Řeckem a Tureckem. Na řecké straně sousedí s vesnicí Kipoi. K roku 2012 žilo v İpsale 8802 lidí (v celém okresu pak 29 770 lidí).
Hraničním přechodem prochází státní silnice D.110 (Evropská silnice E84), která İpsalu spojuje s Tekirdağem.